# پوستییوو
پوستییوو (به لاتین: Pustějov) یک منطقهٔ مسکونی در جمهوری چک است که در ناحیه نووی ییتشین واقع شده‌است. پوستییوو ۸٫۵۷ کیلومتر مربع مساحت و ۹۷۹ نفر جمعیت دارد و ۲۵۳ متر بالاتر از سطح دریا واقع شده‌است.